# Montreal (Wisconsin)
Montreal è una città degli Stati Uniti d'America, situata in Wisconsin, nella Contea di Iron.